# Denis Marconato
Denis Marconato (Treviso, 29 luglio 1975) è un ex cestista italiano.

## Carriera
È originario di San Giuseppe, frazione di Treviso. Nel 1990 la madre lo accompagna in palestra a fare attività sportiva, dove viene notato dai dirigenti della Benetton Pallacanestro Treviso e subito reclutato nel settore giovanile.
Nei campionati giovanili vanta un titolo allievi (1991), un titolo cadetti (1992) ed uno juniores (1994). Nel 1994 ha giocato anche con la nazionale Under-20 e, nel 1996, agli europei di Istanbul è stato uno dei punti di forza dell'Under-22. Dal 1995-96 è stato solitamente convocato nella Nazionale maggiore.
Nel 1993-94 esordisce in campionato con la maglia della Benetton Basket. Nel 1994-95, come decimo uomo, viene impiegato poco e l'anno seguente è girato in prestito al Petrarca Padova, dove esplode a livello agonistico.
Terminato il prestito, nel campionato 1996-97 ritorna a Treviso e viene inserito nelle rotazioni dei lunghi dal coach Mike D'Antoni, che premia il suo morbido tiro da sotto e le sue doti di saper giocare sia fronte che spalle a canestro; sarà decisivo nei play-off di quell'anno, culminati con la conquista del suo primo scudetto personale, dove risulta il miglior rimbalzista.
Salta i Mondiali dell'estate 1998, ma si ripresenta in piena forma nella stagione 1998-99, diventando una delle pedine fondamentali del gioco di coach Željko Obradović (memorabile la grande stoppata in gara cinque di semifinale play-off ad Artūras Karnišovas della Fortitudo Bologna).
Viene eletto MVP delle final eight della Coppa Italia 2000, svoltesi a Reggio Calabria. Con Treviso vince poi altri due scudetti (2002 e 2003), quattro coppe Italia (2000, 2003, 2004 e 2005) e al suo attivo colleziona anche due partecipazioni alle final four di Eurolega (2002 e 2003).
Diventa uno dei pilastri della Nazionale, con cui conquista l'argento agli Europei del 1997, l'oro agli Europei del 1999, il bronzo agli Europei del 2003 e l'entusiasmante argento alle Olimpiadi di Atene 2004.
Nel 2003 partecipa all'NBA Summer League con i Washington Wizards. Nell'estate 2005 abbandona la Benetton per passare agli spagnoli del Barcellona.
A seguito dell'estromissione degli azzurri dalle Olimpiadi di Pechino, avvenuta con il disastroso nono posto all'Europeo del 2007, e la conseguente linea di rinnovamento imposta dal coach Carlo Recalcati, Marconato viene escluso dalla Nazionale.
Dopo tre anni in maglia blaugrana, durante i quali vince una Coppa del Re, disputa il campionato 2008-09 con i baschi del San Sebastián.
Verso la fine della stagione 2008-09, rientra in Italia per giocare i playoff con l'Olimpia Milano, contribuendo al raggiungimento della finale, persa però in malo modo contro Siena per 4-0, con un'umiliante gara-4 in casa in cui gli avversari dominano fin dall'inizio.
Per il campionato 2009-10 viene ingaggiato dai campioni d'Italia in carica della Mens Sana Siena. Durante la stagione viene impiegato poco e vince scudetto, coppa Italia e supercoppa Italiana.
Nell'estate del 2010 trova l'accordo con la Pallacanestro Cantù, e dà un ottimo apporto al raggiungimento della finale persa con Siena. I brianzoli non avevano più raggiunto tale traguardo dal campionato vinto nel 1980-81. Viene confermato anche per la stagione 2011-12, in cui la compagine brianzola viene eliminata ai quarti di finale dei play-off dalla Scavolini Siviglia Pesaro. Al termine della stagione, Cantù annuncia un profondo rinnovamento della formazione e non rinnova il contratto di Denis.
Nel mese di agosto 2012 viene aggregato, soltanto per gli allenamenti, all'Olimpia Milano, mentre il 26 settembre 2012 firma per una stagione per la Reyer Venezia.
Durante la stagione successiva, il 7 dicembre 2013, torna a Treviso per giocare nella quarta serie nazionale nella Treviso Basket 2012, che aveva raccolto l'eredità della precedente Pallacanestro Treviso come principale squadra cittadina. Il 2 gennaio 2014 fa ritorno alla Pallacanestro Cantù per sostituire l'infortunato Marco Cusin, esercitando l'opzione che gli consentiva di lasciare Treviso in caso di chiamata di un club di Serie A.
Dopo un periodo di prova, nel gennaio del 2015, viene ingaggiato dalla Team Basket Montichiari, formazione militante in Serie B.
Il 13 agosto 2015 firma per la Dinamo Sassari ritornando, così, a calcare i parquet della Serie A, scendendo però in campo solo in un'occasione per un paio di minuti.
Il 13 giugno 2017, a 42 anni, dopo una stagione trascorsa nello staff tecnico dell'Under-20 e Under-18 della Benetton Treviso, annuncia ufficialmente il suo ritiro definitivo dall'attività di giocatore.
Attualmente allenatore e parte dello staff tecnico del Basket Istrana, dove allena l'u19 maschile (con il numero 33 Giovanni "Castello" Condotta). 

## Palmarès

### Club

#### Competizioni nazionali
- Campionato italiano: 4

Pallacanestro Treviso: 1996-97, 2001-02, 2002-03
Mens Sana Siena: 2009-10
- Coppa Italia: 8

Pallacanestro Treviso: 1993, 1994, 1995, 2000, 2003, 2004, 2005
Mens Sana Siena: 2010
- Supercoppa italiana: 4

Pallacanestro Treviso: 1997, 2001, 2002
Mens Sana Siena: 2009
- Copa del Rey: 1

Barcelona: 2007
- Coppa Italia Serie B: 1

 Team Basket Montichiari: 2015

#### Competizioni internazionali
- Coppa d'Europa - Coppa Saporta: 2

Pallacanestro Treviso: 1994-95, 1998-99

#### Premi individuali
- MVP Coppa Italia Serie A: 1

Pallacanestro Treviso: 2000
- MVP Supercoppa italiana: 1

Pallacanestro Treviso: 1997

### Nazionale
- Olimpiadi:
 Atene 2004
- Europei: 
 Francia 1999
 Spagna 1997
 Svezia 2003